# Горня-Буковица
Горня-Буковица (серб. Горња Буковица) — населённый пункт в Сербии, Колубарском округе, общине Валево.

## Население
В селе проживает 1117 жителей, из которых совершеннолетних 938. Средний возраст — 45,4 года (мужчины — 43,7 года, женщины — 47,3 года). В населённом пункте 403 домохозяйств, среднее число членов в которых — 2,77.
|  | Этносы | Численность |
|  | ------ | ----------- |
|  | сербы  | 1059        |

## Галерея

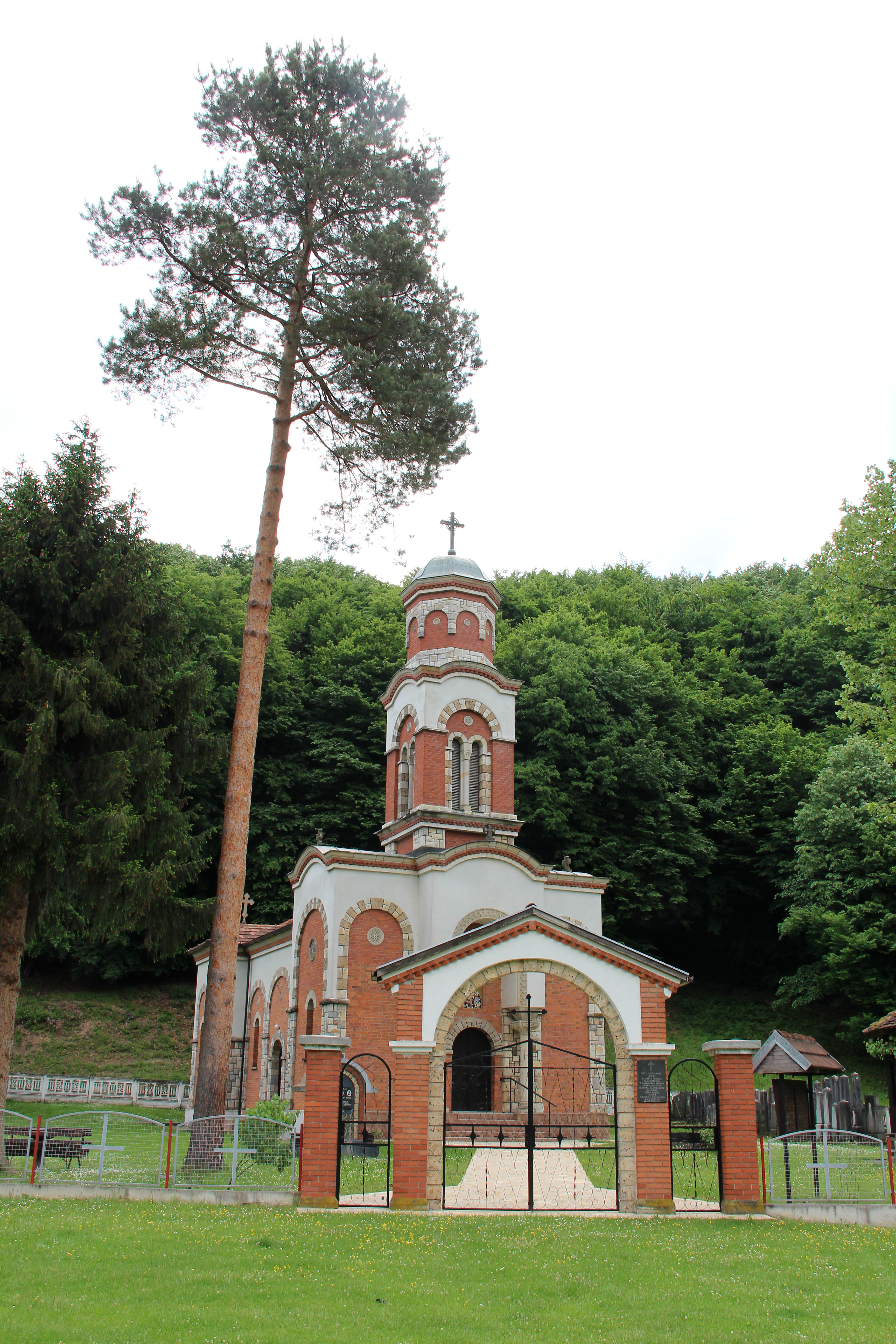
Горня-Буковица - церкви
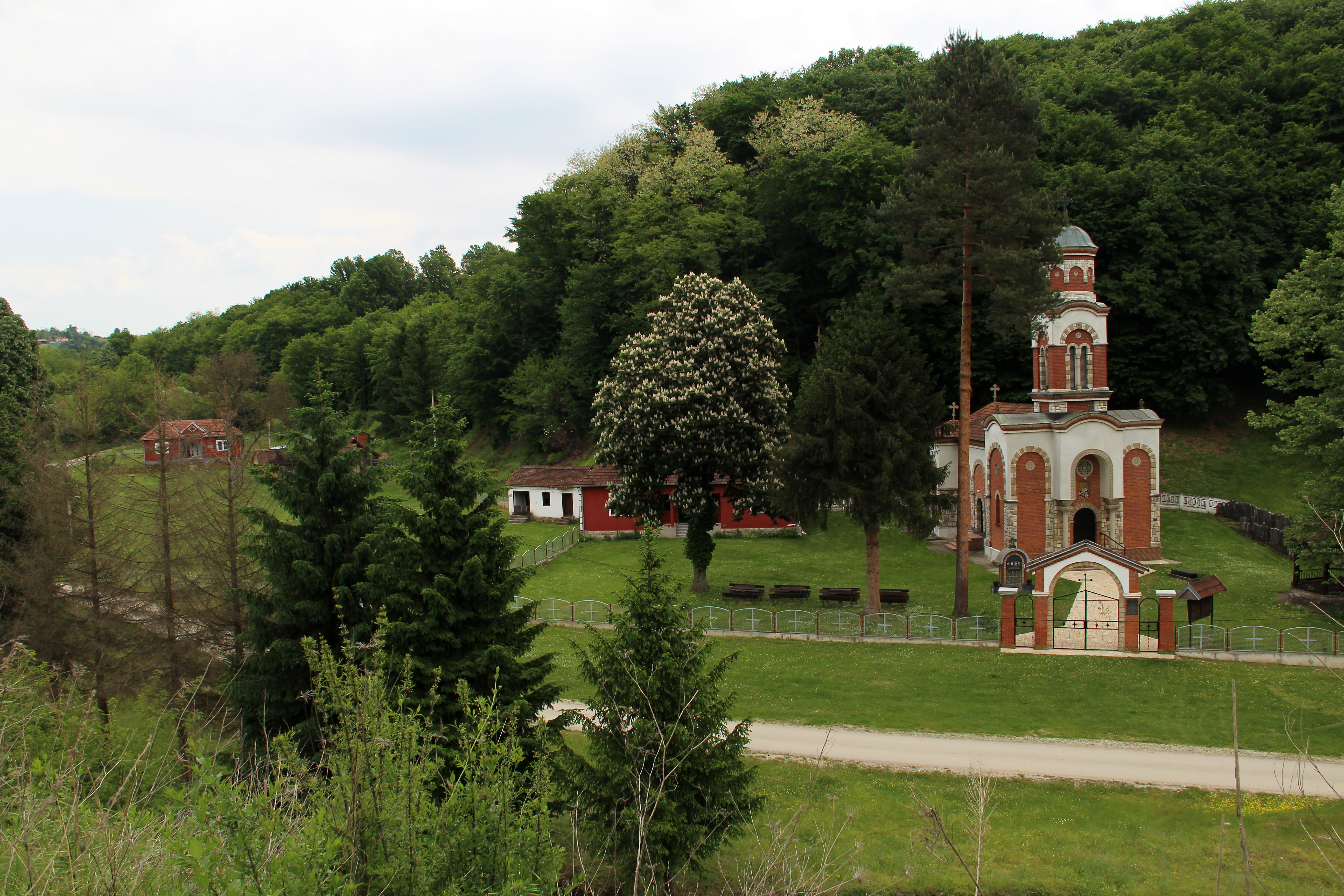
Горня-Буковица - церкви
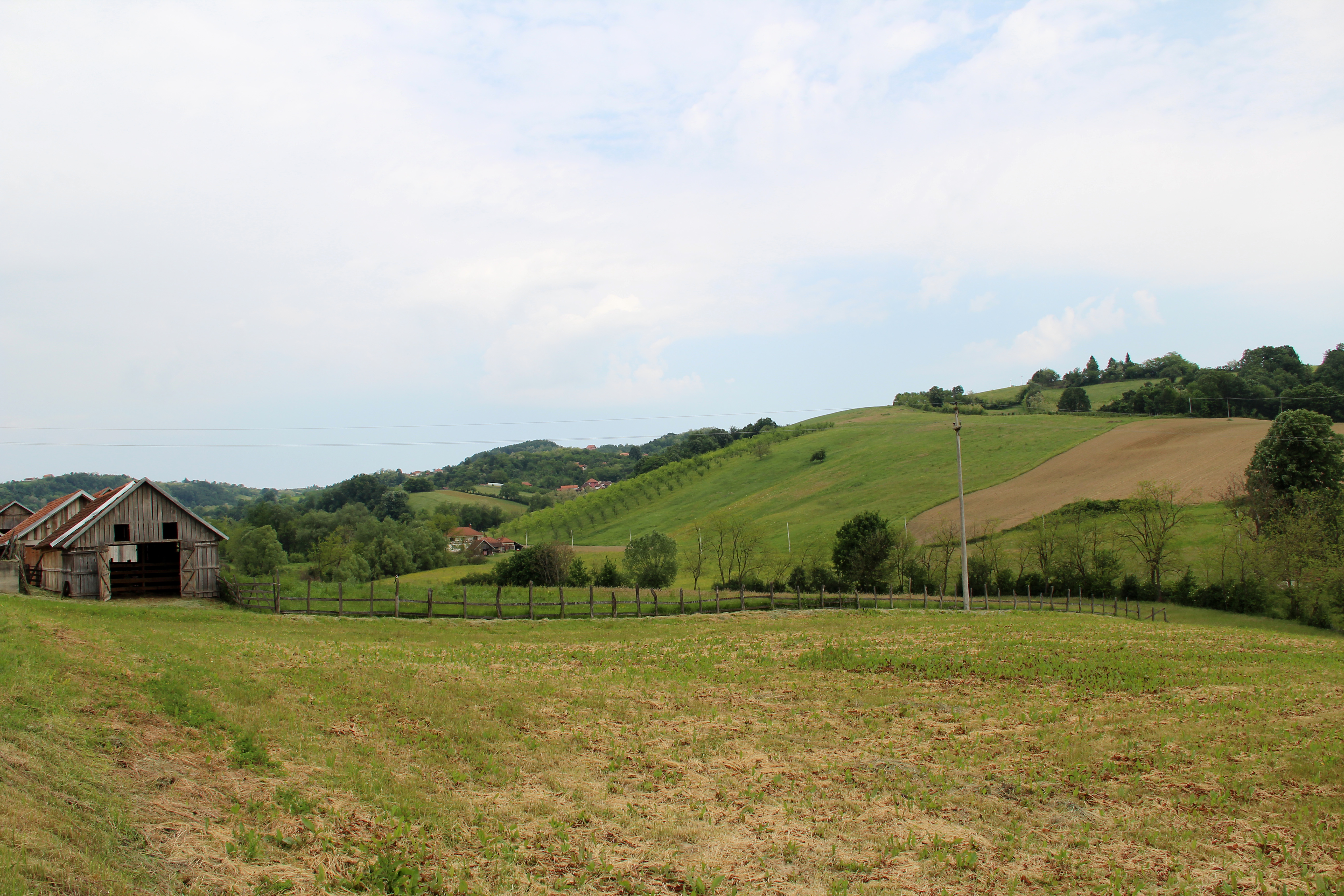
Горня-Буковица - панорама
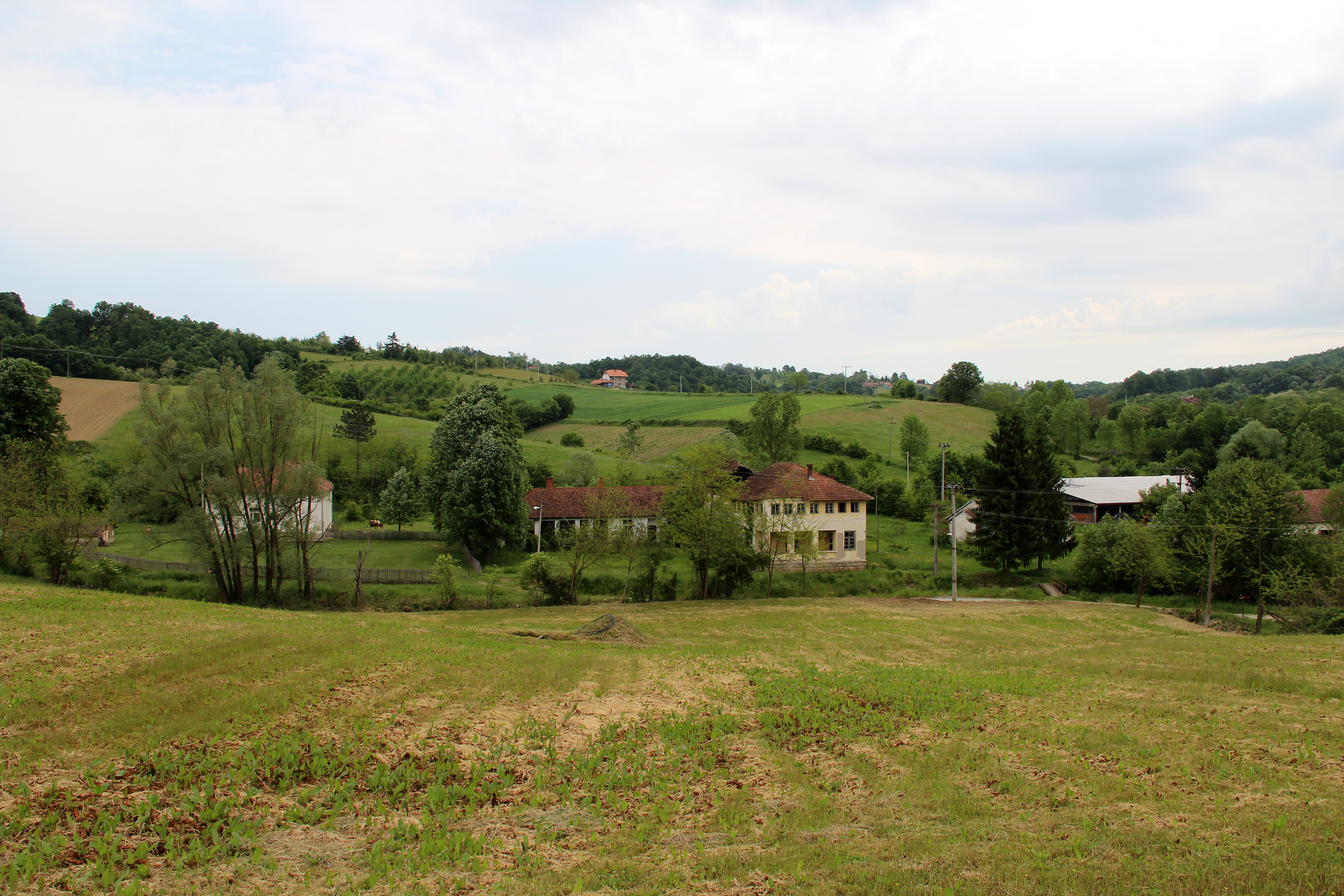
Горня-Буковица - панорама
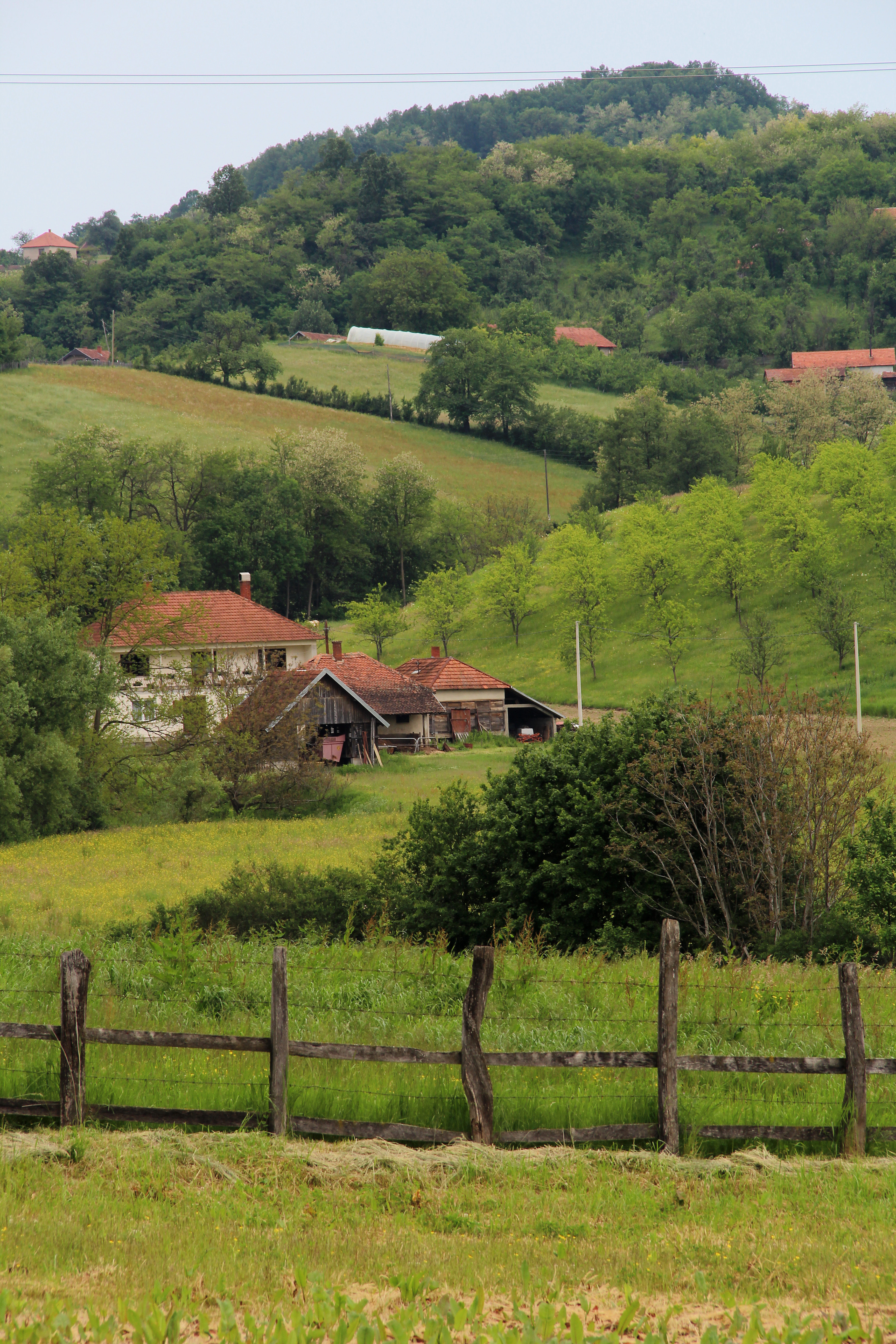
Горня-Буковица - панорама
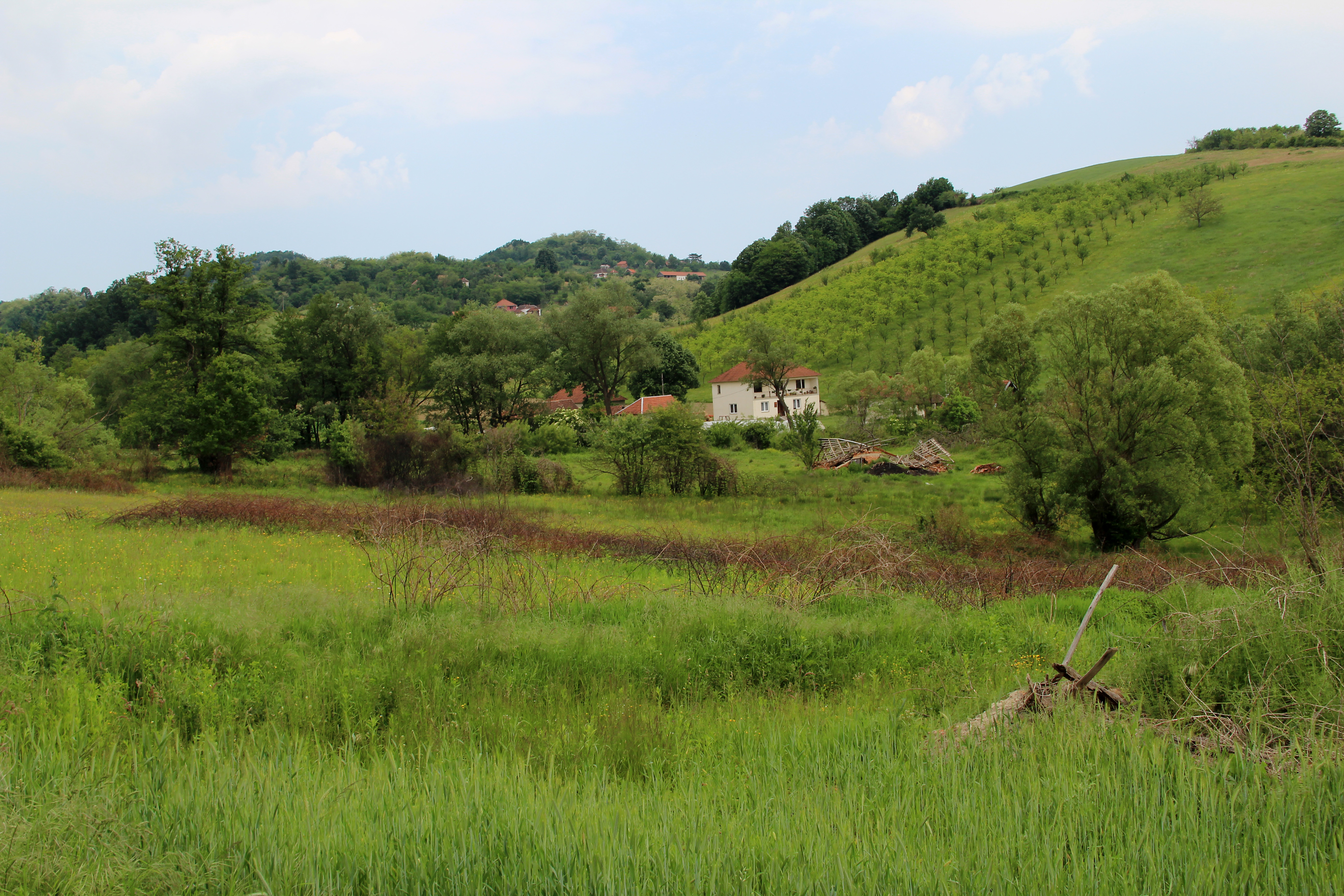
Горня-Буковица - панорама
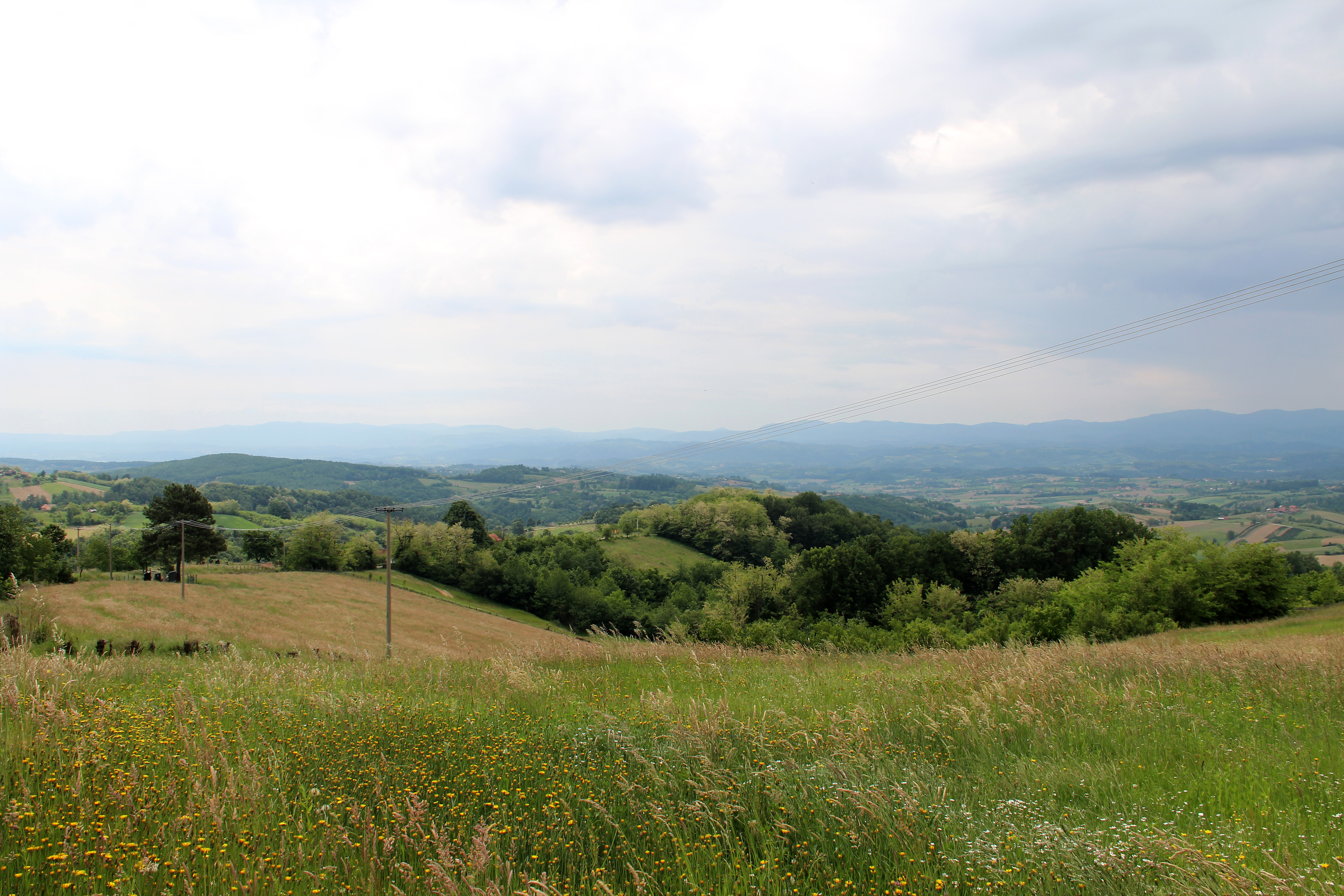
Горня-Буковица - панорама